# Utgard
En la mitologia escandinava Utgard és la fortalesa que Odin, Vili i Ve van donar als gegants un cop creada Midgard. Es trobava molt a l'oest, passat l'oceà.